# Selenia Gp-16
Il Selenia Gp-16 è stato un minicomputer di tipo general purpose di produzione italiana, e tra i primi al mondo, prodotto dalla azienda pubblica Selenia del gruppo STET. È stato anche il primo elaboratore progettato e costruito dal gruppo Selenia, che ne produsse anche il successore Gp-160.

## Storia
Il Gp-16 era un minicalcolatore di processo, concepito principalmente per utilizzatori industriali. Esso era molto simile al quasi coevo PDP-8, che tuttavia conobbe una grande diffusione anche tra il grande pubblico. La progettazione avvenne a Roma a metà degli anni sessanta, diretta dall'ing. Saverio Rotella, mentre la produzione ebbe luogo negli stabilimenti di Fusaro (Napoli) nella seconda metà del decennio.
Gli utilizzi industriali più noti furono nelle torri di controllo degli aeroporti, ad esempio a Venezia; una versione modificata e potenziata fu anche utilizzata nei Gruppi Speciali di CSELT, la prima centrale telefonica elettromeccanica italiana (e seconda d'Europa).
Il Gp16 fu, infine, adottato anche dalla Olivetti.

## Caratteristiche tecniche

### Hardware
Il Gp-16 aveva come caratteristiche tecniche:
- lunghezza delle parole (words): 16 bit;
- memoria RAM: 8 Kbyte, estendibile fino a 32 Kbyte (mentre la versione CSELT modificata la estese a 64);
- cycle time delle istruzioni: 4 microsecondi;
- tecnologia ROM: memoria a nuclei di ferrite;
- periferiche di input/output: lettore di scheda perforata, lettore di nastro perforato, telescrivente.

### Software
- Inizialmente, nessun vero e proprio Sistema Operativo;
- Compilatore Fortran;
- Routine di calcolo aritmetico;
- Sistema di monitoraggio dei processi;
- Assembler.